# مطار كوتونو
مطار كوتونو  (بالإنجليزية: Cadjehoun Airport) (إياتا: COO، إيكاو: DBBB) هو مطار دولي يقع في كوتونو، العاصمة الاقتصادية في بنين.

## حوادث
عام 2003، طائرة من نوع بوينغ 727 ذات رمز النداء (3X-GDO)، والمتجهة إلى دبي، تحطمت بعد محاولتها الإقلاع من المطار مما أسفر عن مقتل 141 شخصا. ونجا 22 شخص فقط، من بينهم القبطان.

## الخطوط الجوية والوجهات
| شركـات طيـران             | الوجهات |
| ------------------------- | --- |
| بوركينا للطيران           | مطار لومي، مطار واغادوغو |
| إير كوت ديفوار            | مطار أبيدجان الدولي، مطار ليون مبا الدولي |
| الخطوط الجوية الفرنسية    | مطار باريس شارل ديغول |
| الخطوط الجوية السنغالية   | مطار بليز دياغني الدولي |
| أسكاي                     | مطار لومي، مطار واغادوغو |
| Benin Airlines            | Parakou |
| خطوط بروكسل الجوية        | مطار أبيدجان الدولي، مطار بروكسل الدولي |
| الخطوط الجوية الكاميرونية | مطار دوالا الدولي، مطار مورتالا محمد الدولي |
| سيبا إنتركونتيننتال       | مطار بليز دياغني الدولي، مطار مالابو |
| Corsair International     | مطار باريس أورلي |
| Cronos Airlines           | Bata، مطار مالابو |
| الخطوط الجوية الإثيوبية   | مطار أديس أبابا بولي الدولي |
| الموريتانية للطيران       | مطار باماكو موديبو كيتا الدولي، مطار مايا مايا، مطار نواكشوط الدولي |
| الخطوط الملكية المغربية   | مطار محمد الخامس الدولي |
| الخطوط الجوية الرواندية   | مطار أبيدجان الدولي، مطار باماكو موديبو كيتا الدولي، مطار مايا مايا، مطار كوناكري الدولي، مطار بليز دياغني الدولي، مطار دوالا الدولي، مطار كيغالي الدولي، مطار ليون مبا الدولي |
| ترانس إير الكونغو         | مطار مايا مايا، مطار ليون مبا الدولي، مطار بوانت نوار |
| الخطوط الجوية التركية     | مطار أبيدجان الدولي، مطار إسطنبول الدولي |